# Бонькино
Бонькино — хутор в Борковском сельском поселении Бежецкого района Тверской области России.

## География
Расположен юго-восточнее деревни Заручье в лесном массиве.
Просёлочной дорогой соединён с автомобильной дорогой 28К-0058.

## Население
| 2008 | 2010 |
| ---- | ---- |
| 0    | →0   |